# Ocrepeira darlingtoni
Ocrepeira darlingtoni är en spindelart som först beskrevs av Bryant 1945.  Ocrepeira darlingtoni ingår i släktet Ocrepeira och familjen hjulspindlar. Inga underarter finns listade i Catalogue of Life.